# Ancistrinae
Ancistrinae è una sottofamiglia di pesci d'acqua dolce appartenente alla famiglia Loricariidae.

## Distribuzione e habitat
Sono diffusi nell'America Centrale e Meridionale.

## Tassonomia
Comprende 30 generi:
- Acanthicus
- Ancistrus
- Baryancistrus
- Chaetostoma
- Cordylancistrus
- Dekeyseria
- Dolichancistrus
- Exastilithoxus
- Hemiancistrus
- Hopliancistrus
- Hypancistrus
- Lasiancistrus
- Leporacanthicus
- Lipopterichthys
- Lithoxus
- Loraxichthys
- Megalancistrus
- Micracanthicus
- Neblinichthys
- Oligancistrus
- Panaqolus
- Panaque
- Parancistrus
- Paulasquama
- Pseudacanthicus
- Pseudancistrus
- Pseudolithoxus
- Spectracanthicus
- Scobinancistrus
- Soromonichthys